# Hemmiken
Hemmiken ist eine politische Gemeinde im Bezirk Sissach des Kantons Basel-Landschaft in der Schweiz.

## Geographie
Hemmiken liegt nördlich des Wischbergs am Hemmikerbach in einem Seitental des Ergolztals.
Die Gemeinde Hemmiken grenzt im Norden an Buus, im Nordosten an Hellikon (AG), im Osten an Wegenstetten (AG), im Südosten an Rothenfluh und im Südwesten und Westen an Ormalingen.

## Geschichte

Historisches Luftbild von Werner Friedli (1958)

Die erste urkundliche Erwähnung von Hemmiken datiert aus dem Jahre 1255 als Enninchon. Das Dorf gehörte im späten Mittelalter zur Herrschaft Thierstein-Farnsburg, ab 1461 gehörte es zur Stadt Basel. Während des Schwabenkriegs und des Dreissigjährigen Krieges wurde es wegen der Nähe zum damals österreichischen Fricktal mehrmals gebrandschatzt. Von der blühenden Steinhauerei im 18. und 19. Jahrhundert sind verzierte Türstützen an älteren Häusern zu sehen.

## Wappen
Das Wappen zeigt ein aufrecht stehendes und zwei gekreuzte Steinhauerwerkzeuge in Blau auf einem goldenen Grund. Es entstand im Jahr 1945.

## Bilder

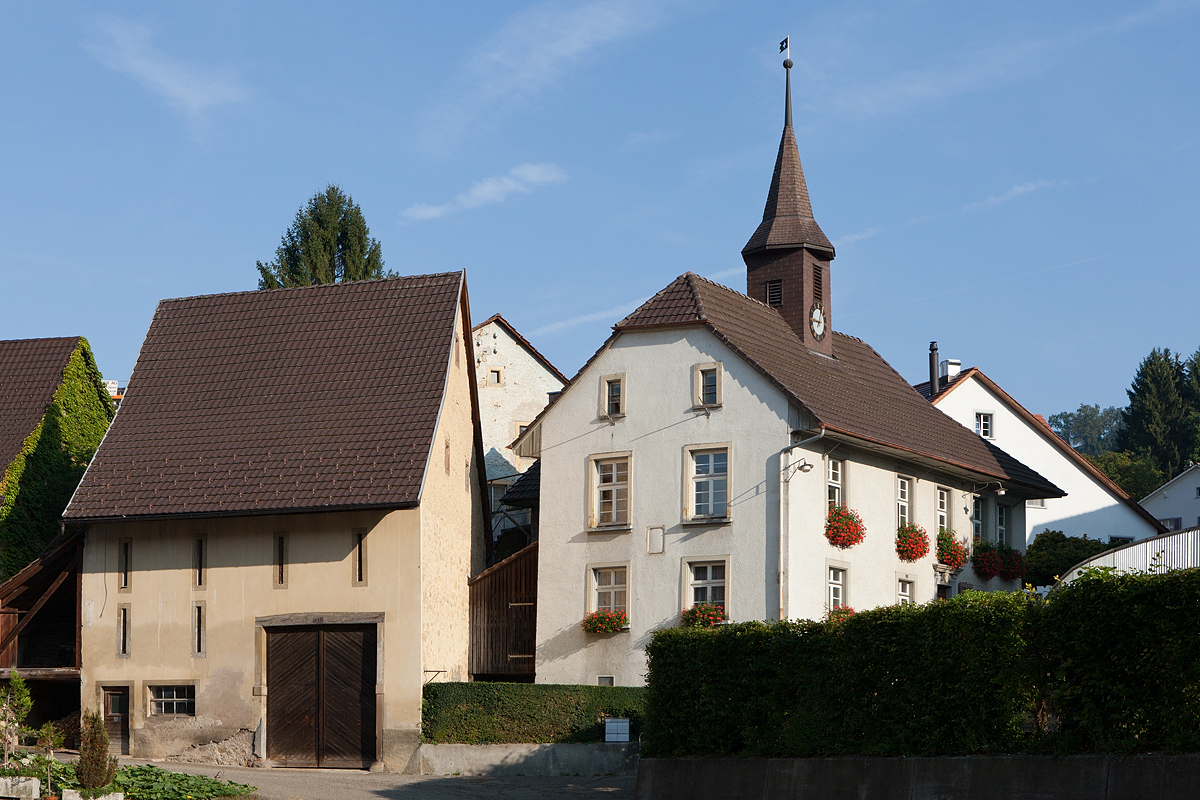
Schulhaus, Gemeindeverwaltung
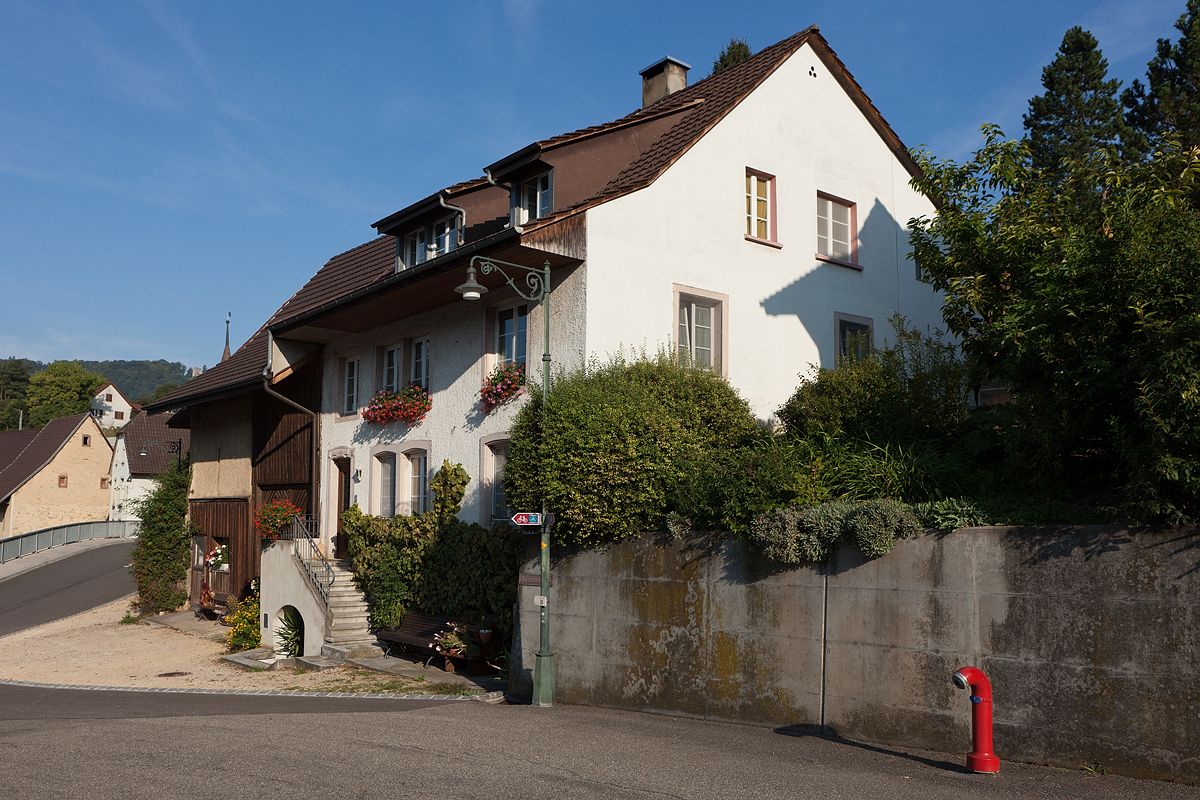
Bauernhaus (Denkmalschutz)
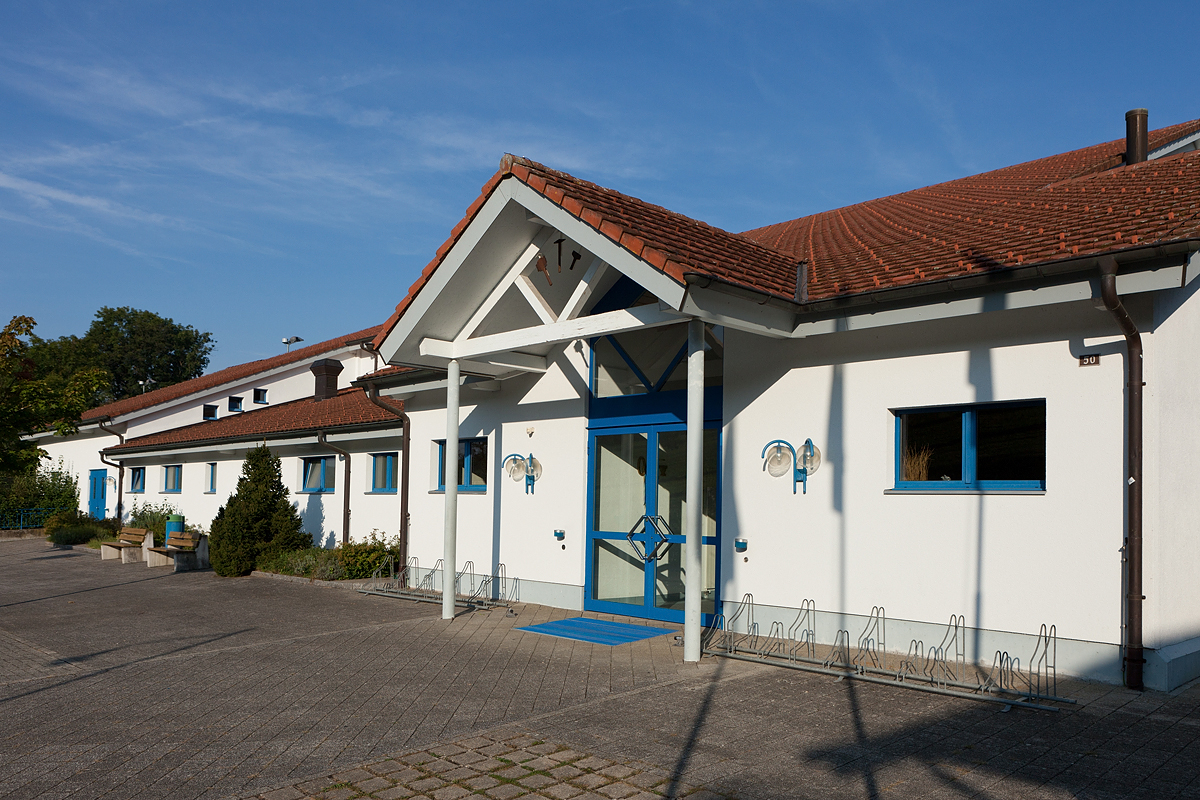
Mehrzweckhalle

## Verkehr
Das Dorf ist durch Nebenstrassen mit Buus, Ormalingen und Wegenstetten verbunden. Ein Postautokurs führt von Rothenfluh über Hemmiken zum Bahnhof in Gelterkinden.